# Marie Pilar Izquierdo Albero
Marie Pilar Izquierdo Albero (Saragosse, 27 juillet 1906 - Saint-Sébastien, 27 août 1945) est une religieuse espagnole fondatrice de l'Œuvre missionnaire de Jésus et Marie et reconnue bienheureuse par l'Église catholique.

## Biographie
Marie Pilar Izquierdo Albero naît le 27 juillet 1906 à Saragosse. Ses parents lui transmettent un esprit de piété, l'amour des pauvres et une tendre dévotion envers la Sainte Vierge, spécialement à Notre-Dame du Pilar dont elle porte le nom (la basilique Notre-Dame du Pilier de Saragosse est le grand sanctuaire marial de l'Espagne). À 14 ans elle est victime d'une maladie et passe quatre années à Alfamen pour se soigner, elle revient à Saragosse et travaille dans une fabrique de chaussures où elle s'attire l'affection de tous.
Un jour de 1926, en revenant du travail, elle tombe du tram et se fracture le bassin. Elle passe son temps dans plusieurs hôpitaux de Saragosse, des kystes se multiplient, elle devient paraplégique et aveugle. Elle reçoit la visite de centaines de personnes qui viennent lui demander conseil ou réconfort, spécialement pendant les années troublées de la guerre civile espagnole, en 1936, Pilar commence à parler de l'œuvre de Jésus, dont les membres s'adonneraient à des œuvres de miséricorde. Le 8 décembre 1939, le jour de la solennité de l'Immaculée Conception, elle guérit de sa paralysie et attribue sa guérison à la Vierge. Immédiatement, elle commence la fondation de son œuvre et se rend à Madrid avec un groupe de jeunes où une fondation est déjà approuvée sous le nom de missionnaires de Jésus et Marie, mais peu après on lui interdit d'exercer tout apostolat et cela jusqu'en fin 1942 où l'évêque concède à l'association une approbation canonique sous le nom de pieuse union des missionnaires de Jésus, Marie et Joseph.
Deux ans plus tard, elle tombe malade à nouveau et certaines personnes discréditent l'association malgré le travail accompli puis un tribunal ecclésiastique de Saragosse déclare dans son verdict que sa guérison n'est pas miraculeuse mais le fruit de l'illusion.
Elle se retire de sa fondation en novembre 1944 avec neuf autres collègues et part le 9 décembre suivant pour Saint Sébastien, la voiture a un accident et Pilar se fracture la jambe, une tumeur maligne apparaît et elle décède le 27 août 1945 à 39 ans.
Sa cause de béatification est ouverte en 1983. Le 18 décembre 2000, Jean-Paul II la déclare vénérable et le même pape la béatifie le 4 novembre 2001.

## Source
- (ca) Cet article est partiellement ou en totalité issu de l’article de Wikipédia en catalan intitulé « María del Pilar Izquierdo Albero » (voir la liste des auteurs).